# Portugal op het Europees kampioenschap voetbal 2016
Portugal was de winnaar van het Europees kampioenschap voetbal 2016 in Frankrijk. Het was de zevende keer dat het land aan het toernooi deelnam. Bondscoach Fernando Santos nam in 2012 al eens deel aan het EK voetbal als bondscoach van Griekenland, dat toen de kwartfinale bereikte. Deze keer zegevierde hij met de Portugese ploeg, dat daarmee voor het eerst een groot toernooi won.

## Kwalificatie

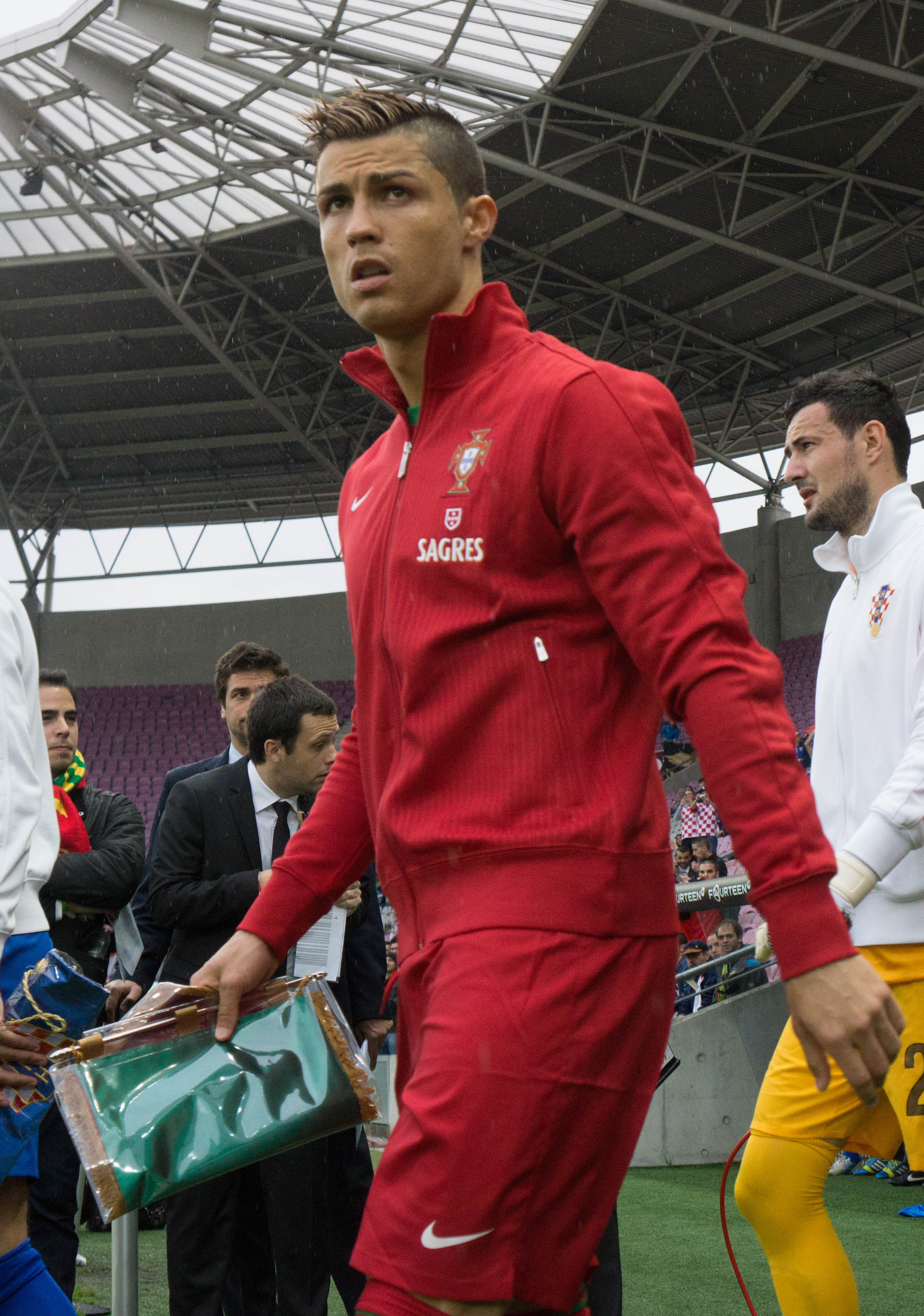
Cristiano Ronaldo scoorde vijf keer tijdens de kwalificatiecampagne.

Portugal werkte de kwalificatiecampagne af in groep I, dat slechts uit vijf landen bestond. Het team van bondscoach Paulo Bento verloor op de eerste speeldag echter verrassend van Albanië. Portugal, dat niet over sterspeler Cristiano Ronaldo beschikte, verloor met 0-1 na een goal van Bekim Balaj. De verrassende nederlaag betekende meteen het einde van Paulo Bento, die al sinds 2010 bondscoach van het land was. Op 23 september 2014 werd Fernando Santos benoemd als zijn opvolger.
Santos, die de vier voorgaande jaren bondscoach van Griekenland was geweest, leidde Portugal snel naar de leidersplaat in groep I. Op 14 oktober won zijn elftal de belangrijke uitwedstrijd tegen Denemarken. Ronaldo, die er ditmaal wel bij was, scoorde in de 95e minuut het winnende doelpunt. Precies een maand later bezorgde de aanvaller van Real Madrid zijn land opnieuw drie punten. Portugal won voor eigen volk van Armenië na alweer een doelpunt van Ronaldo.
In maart 2015 nam Portugal het op tegen Servië, dat voor het eerst tijdens de campagne geleid werd door bondscoach Radovan Ćurčić. Portugal kwam in het Estádio da Luz in Lissabon al na tien minuten op voorsprong via de ervaren verdediger Ricardo Carvalho. Na iets meer dan een uur kwam Servië op gelijke hoogte via Nemanja Matić, maar twee minuten later sloeg Portugal opnieuw toe. Fábio Coentrão scoorde op aangeven van João Moutinho het beslissende doelpunt.
Nadien volgde de verre verplaatsing naar Armenië. Het kleine voetballand kwam na veertien minuten verrassend op voorsprong, maar nadien maakte sterspeler Ronaldo opnieuw het verschil. De Portugese aanvaller scoorde een hattrick en bezorgde zijn team zo een veilige voorsprong. Na iets meer dan een uur kreeg Tiago zijn tweede gele kaart van de wedstrijd en moest Portugal met tien spelers verder. Armenië profiteerde van de situatie en scoorde in de 72e minuut de aansluitingstreffer. Uiteindelijk hield Portugal stand en mocht het met drie punten naar huis.
Op 7 september 2015 ging het elftal van Santos op bezoek bij Albanië, het enige land dat er in deze kwalificatiecampagne al in geslaagd was om punten te sprokkelen tegen Portugal. De Albanezen streden samen met Denemarken om de tweede plaats in groep I. Portugal won het duel uiteindelijk met 0-1 na een doelpunt in de 92e minuut van Miguel Veloso. Opnieuw was het een late treffer die voor drie punten zorgde.
Een maand later won Portugal voor eigen volk ook van Denemarken. Moutinho scoorde na iets meer dan een uur het enige doelpunt van de wedstrijd. Door de zege was Portugal zeker van de leidersplaats in groep I en deelname aan het EK. Het was overigens de vierde keer dat Portugal met 1-0 won. Na het veiligstellen van de kwalificatie mocht sterspeler Ronaldo al op vakantie vertrekken, hoewel er nog één wedstrijd gespeeld moest worden. Op de slotspeeldag won Portugal zonder zijn aanvoerder met 1-2 van Servië dankzij goals van Nani en Moutinho. Portugal sloot de campagne af met zeven overwinningen uit acht wedstrijden. Geen enkele keer werd er gewonnen met meer dan één doelpunt verschil.

### Kwalificatieduels
| 7 september 2014 | Portugal   | 0 – 1 | Albanië    |
| 14 oktober 2014  | Denemarken | 0 – 1 | Portugal   |
| 14 november 2014 | Portugal   | 1 – 0 | Armenië    |
| 29 maart 2015    | Portugal   | 2 – 1 | Servië     |
| 13 juni 2015     | Armenië    | 2 – 3 | Portugal   |
| 7 september 2015 | Albanië    | 0 – 1 | Portugal   |
| 8 oktober 2015   | Portugal   | 1 – 0 | Denemarken |
| 11 oktober 2015  | Servië     | 1 – 2 | Portugal   |

### Stand groep I
| Nr. | Land       | GW | W | G | V | DV | DT | DS | Ptn |
| --- | ---------- | -- | - | - | - | -- | -- | -- | --- |
| 1   | Portugal   | 8  | 7 | 0 | 1 | 11 | 5  | +6 | 21  |
| 2   | Albanië    | 8  | 4 | 2 | 2 | 10 | 5  | +5 | 14  |
| 3   | Denemarken | 8  | 3 | 3 | 2 | 8  | 5  | +3 | 12  |
| 4   | Servië     | 8  | 2 | 1 | 5 | 8  | 13 | -5 | 4   |
| 5   | Armenië    | 8  | 0 | 2 | 6 | 5  | 14 | -9 | 2   |

### Selectie en statistieken

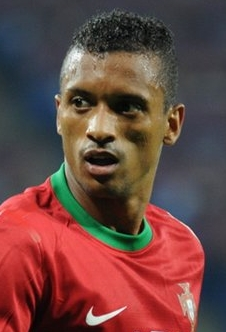
Nani was de enige veldspeler die geen enkele kwalificatiewedstrijd miste.

Bondscoaches Paulo Bento en Fernando Santos maakten tijdens de kwalificatiecampagne gebruik van 33 spelers.
| Naam                | GW |   | AS |   |   |   |   |   |
| ------------------- | -- | - | -- | - | - | - | - | - |
| Nani                | 8  | 1 | 0  | 3 | 0 | 0 | 0 | 3 |
| Rui Patrício        | 8  | 0 | 1  | 2 | 0 | 0 | 0 | 0 |
| João Moutinho       | 7  | 2 | 1  | 1 | 0 | 0 | 1 | 1 |
| Danny               | 7  | 0 | 0  | 2 | 0 | 0 | 1 | 6 |
| Cristiano Ronaldo   | 6  | 5 | 0  | 1 | 0 | 0 | 0 | 0 |
| Ricardo Carvalho    | 6  | 1 | 0  | 1 | 0 | 0 | 0 | 2 |
| Ricardo Quaresma    | 6  | 0 | 2  | 0 | 0 | 0 | 5 | 0 |
| Eliseu              | 5  | 0 | 1  | 0 | 0 | 0 | 0 | 0 |
| Tiago               | 5  | 0 | 0  | 2 | 1 | 0 | 0 | 1 |
| William Carvalho    | 5  | 0 | 0  | 1 | 0 | 0 | 3 | 1 |
| Éder                | 5  | 0 | 0  | 0 | 0 | 0 | 4 | 0 |
| Fábio Coentrão      | 4  | 1 | 1  | 1 | 0 | 0 | 0 | 2 |
| Bruno Alves         | 4  | 0 | 1  | 0 | 0 | 0 | 0 | 1 |
| Pepe                | 4  | 0 | 0  | 1 | 0 | 0 | 0 | 0 |
| José Fonte          | 4  | 0 | 0  | 0 | 0 | 0 | 3 | 0 |
| Miguel Veloso       | 3  | 1 | 0  | 0 | 0 | 0 | 1 | 1 |
| Vieirinha           | 3  | 0 | 0  | 0 | 0 | 0 | 0 | 2 |
| Danilo Pereira      | 3  | 0 | 0  | 2 | 0 | 0 | 0 | 0 |
| Cédric Soares       | 3  | 0 | 0  | 0 | 0 | 0 | 1 | 0 |
| José Bosingwa       | 2  | 0 | 0  | 0 | 0 | 0 | 0 | 0 |
| Bernardo Silva      | 2  | 0 | 0  | 0 | 0 | 0 | 0 | 2 |
| João Pereira        | 1  | 0 | 0  | 0 | 0 | 0 | 0 | 0 |
| André Gomes         | 1  | 0 | 0  | 0 | 0 | 0 | 0 | 0 |
| Ivan Cavaleiro      | 1  | 0 | 0  | 0 | 0 | 0 | 1 | 0 |
| Ricardo Horta *     | 1  | 0 | 0  | 0 | 0 | 0 | 1 | 0 |
| João Mário          | 1  | 0 | 0  | 0 | 0 | 0 | 1 | 0 |
| Raphaël Guerreiro * | 1  | 0 | 0  | 0 | 0 | 0 | 0 | 0 |
| Ricardo Costa       | 1  | 0 | 0  | 0 | 0 | 0 | 0 | 1 |
| Hélder Postiga      | 1  | 0 | 0  | 0 | 0 | 0 | 0 | 1 |
| Adrien Silva        | 1  | 0 | 0  | 0 | 0 | 0 | 1 | 0 |
| Nélson Semedo *     | 1  | 0 | 0  | 1 | 0 | 0 | 0 | 0 |
| André André         | 1  | 0 | 0  | 1 | 0 | 0 | 0 | 0 |
| Neto                | 1  | 0 | 0  | 0 | 0 | 0 | 1 | 0 |

* Spelers die tijdens een kwalificatiewedstrijd voor het EK 2016 hun debuut maakten voor Portugal.

## EK-voorbereiding

### Wedstrijden
|                                                   |              |       |          |                                                                  |
| 14 november 2015 «onderlinge duels» 15:00 (UTC+1) | Rusland      | 1 – 0 | Portugal | Koeban Stadion, Krasnodar Scheidsrechter: Milorad Mažić (Servië) |
| 14 november 2015 «onderlinge duels» 15:00 (UTC+1) | Sjirokov 89' |       |          | Koeban Stadion, Krasnodar Scheidsrechter: Milorad Mažić (Servië) |

|                                                   |           |                          |          |                                                                                            |
| 17 november 2015 «onderlinge duels» 20:30 (UTC+1) | Luxemburg | 0 – 2                    | Portugal | Stade Josy Barthel, Luxemburg Toeschouwers: 8.031 Scheidsrechter: Tony Chapron (Frankrijk) |
| 17 november 2015 «onderlinge duels» 20:30 (UTC+1) |           | 30' André André 87' Nani |          | Stade Josy Barthel, Luxemburg Toeschouwers: 8.031 Scheidsrechter: Tony Chapron (Frankrijk) |

|                                                |          |                |           | |
| 25 maart 2016 «onderlinge duels» 21:45 (UTC+1) | Portugal | 0 – 1          | Bulgarije | Estádio Dr. Magalhães Pessoa, Leiria Toeschouwers: 19.355 Scheidsrechter: Carlos Clos Gómez (Spanje) |
| 25 maart 2016 «onderlinge duels» 21:45 (UTC+1) |          | 19' Marcelinho |           | Estádio Dr. Magalhães Pessoa, Leiria Toeschouwers: 19.355 Scheidsrechter: Carlos Clos Gómez (Spanje) |

|                                                |                      |       |               | |
| 29 maart 2016 «onderlinge duels» 20:45 (UTC+2) | Portugal             | 2 – 1 | België        | Estádio Dr. Magalhães Pessoa, Leiria Toeschouwers: 20.157 Scheidsrechter: Stephan Klossner (Zwitserland) |
| 29 maart 2016 «onderlinge duels» 20:45 (UTC+2) | Nani 20' Ronaldo 40' |       | 62' R. Lukaku | Estádio Dr. Magalhães Pessoa, Leiria Toeschouwers: 20.157 Scheidsrechter: Stephan Klossner (Zwitserland) |

|                                              |                                     |       |           |                                                                    |
| 29 mei 2016 «onderlinge duels» 21:45 (UTC+2) | Portugal                            | 3 – 0 | Noorwegen | Estádio do Dragão, Porto Scheidsrechter: Padraigh Sutton (Ierland) |
| 29 mei 2016 «onderlinge duels» 21:45 (UTC+2) | Quaresma 13' Guerreiro 65' Éder 70' |       |           | Estádio do Dragão, Porto Scheidsrechter: Padraigh Sutton (Ierland) |

|                                              |              |       |          |                                                                                   |
| 2 juni 2016 «onderlinge duels» 20:45 (UTC+2) | Engeland     | 1 – 0 | Portugal | Wembley Stadium, Londen Toeschouwers: 82.503 Scheidsrechter: Marco Guida (Italië) |
| 2 juni 2016 «onderlinge duels» 20:45 (UTC+2) | Smalling 86' |       |          | Wembley Stadium, Londen Toeschouwers: 82.503 Scheidsrechter: Marco Guida (Italië) |

|                                              |                                                                         |       |         |                                                                                       |
| 8 juni 2016 «onderlinge duels» 20:45 (UTC+2) | Portugal                                                                | 7 – 0 | Estland | Estádio da Luz, Lissabon Toeschouwers: 52.536 Scheidsrechter: Bart Vertenten (België) |
| 8 juni 2016 «onderlinge duels» 20:45 (UTC+2) | Ronaldo 36', 45' Quaresma 39', 77' Pereira 55' Mets 61' (e.d.) Éder 80' |       |         | Estádio da Luz, Lissabon Toeschouwers: 52.536 Scheidsrechter: Bart Vertenten (België) |

## Het Europees kampioenschap
De loting vond op 12 december 2015 plaats in Parijs. Portugal werd ondergebracht in groep F, samen met IJsland, Oostenrijk en Hongarije.
De Portugezen kwamen in het eerste groepsduel na 31 minuten op 1-0 tegen IJsland. Na een voorzet vanaf rechts van André Gomes, schoot Nani de bal op het randje van het doelgebied in de korte hoek. Birkir Bjarnason nam vijf minuten na rust vanaf een zelfde afstand een hoge voorzet van Jóhann Berg Guðmundsson ineens op zijn schoen en zorgde daarmee voor een eindstand van 1-1. Portugal speelde vier dagen later ook gelijk tegen Oostenrijk, nu met 0-0. Cristiano Ronaldo kreeg in de 79e minuut van de wedstrijd nog een strafschop nadat hij werd vastgehouden door Martin Hinteregger, maar schoot die op de paal.
Portugal deelde in het laatste pouleduel voor de derde keer de punten, nu met Hongarije: 3-3. Portugal kwam drie keer achter en maakte drie keer gelijk. De eerste achterstand kwam er in de 19e minuut. Ronaldo kopte een corner van Balázs Dzsudzsák weg, waarna Nani de bal met het hoofd verlengde. Hierdoor kwam die voor de voeten van Zoltán Gera, die de bal van buiten het strafschopgebied in de rechterbenedenhoek schoot. Nani maakte een paar minuten voor rust gelijk. Hij verscheen op aangeven van Ronaldo links voor het Hongaarse doel op en passeerde doelman Gábor Király in de korte hoek. Dzsudzsák zette Hongarije in de 47e minuut op 1-2. Hij nam een vrije trap rechts voor het Portugese doel. Gomes stond in het muurtje en kreeg de bal op zijn bovenarm, waardoor die afweek en voorbij doelman Rui Patrício ging. Ronaldo maakte drie minuten later weer gelijk. Na een voorzet van João Mário tikte hij de bal met zijn rechterhak achter zijn standbeen langs in het Hongaarse doel. De 2-3 voor Hongarije begon opnieuw bij een vrije trap van Dzsudzsák. Die schoot hij ditmaal eerst tegen Ronaldo aan, maar de bal stuitte terug voor zijn voeten. Zijn tweede schot ging deze keer via het been van Nani het Portugese doel in. Het laatste doelpunt kwam opnieuw op naam van Ronaldo, die in de 62e minuut een voorzet van links van invaller Ricardo Quaresma inkopte. Portugal eindigde zo met drie punten als nummer drie in de poule. In combinatie met het neutrale doelsaldo was dit voldoende om als een van de vier beste nummers drie van het toernooi door te gaan naar de achtste finales.
Portugal nam het in haar achtste finale op tegen Kroatië, de winnaar van groep D. Het lukte beide ploegen gedurende de reguliere speeltijd van deze wedstrijd niet om een bal op het vijandelijke doel te schieten of koppen. Een doelpunt drie minuten voor het einde van de tweede verlenging was beslissend: 1-0 voor Portugal. Net nadat de Kroatische aanvaller Ivan Perišić een voorzet van Marko Pjaca op de paal kopte, verloor Ivan Strinić de bal op eigen helft aan invaller Ricardo Quaresma. De Portugezen plaatsten direct een counter via achtereenvolgens Ronaldo, de eveneens ingevallen Renato Sanches en Nani, die de meegelopen Ronaldo weer aanspeelde op de rand van het Kroatische doelgebied. Doelman Danijel Subašić blokkeerde zijn schot nog, maar Quaresma kopte de wegstuitende bal daarna voor open doel in. Daarmee ging Portugal door naar de kwartfinales.
De Portugezen speelden in hun kwartfinale tegen Polen, dat de laatste acht bereikte ten koste van Zwitserland. De Poolse spits Robert Lewandowski maakte in de tweede minuut 0-1, het snelste doelpunt op het EK. Cédric Soares ging onder een lange bal door, waardoor Kamil Grosicki die net buiten het strafschopgebied kon aannemen en voorgeven. Lewandowski kreeg de bal ter hoogte van de strafschopstip en schoot hem ineens in de linkerhoek. Na iets meer dan een half uur maakte Portugal gelijk. De voor het eerst dit toernooi spelende Adrien Silva speelde de voor het eerst in de basis begonnen Renato Sanches aan op rechts, waarna die naar het midden trok en een een-tweetje aanging met Nani. Nadat hij de bal terugkreeg, schoot hij die vanaf de rand van het strafschopgebied en via het been van Grzegorz Krychowiak langs doelman Łukasz Fabiański. Gedurende de rest van de wedstrijd en beide verlengingen vielen er geen doelpunten meer. Een beslissende strafschoppenreeks was nodig. Portugal schoot hierin vijf keer raak, terwijl Jakub Błaszczykowski miste voor de Polen. De Portugezen gingen door naar de halve finales.
Portugal speelde in de halve finale tegen Wales, dat doordrong tot de laatste vier na confrontaties met achtereenvolgens Slowakije, Engeland, Rusland, Noord-Ierland en België. Twee Portugese doelpunten in een tijdsbestek van vier minuten net na rust beslisten de wedstrijd. Na een kort genomen hoekschop bracht Raphaël Guerreiro de bal hoog voor het Welshe doel en kopte Ronaldo in de 50e minuut over James Chester heen raak. Diezelfde Chester kopte drie minuten later een voorzet het Welshe strafschopgebied uit, in de voeten van Ronaldo. Hij probeerde doelman Hennessey deze keer te verslaan met een laag diagonaal schot. Nani veranderde dit net voorbij de strafschopstip van richting en maakte zo 2-0, tevens de eindstand. Portugal plaatste zich daarmee voor de tweede keer voor de finale van een EK, na de verloren eindstrijd in 2004.
De Portugezen speelden in de finale tegen gastland Frankrijk. Het moest na 25 minuten verder zonder Ronaldo, die geblesseerd uitviel. Beide landen kwamen in de reguliere speeltijd niet tot scoren. André-Pierre Gignac raakte in de blessuretijd de paal van het Portugese doel, Raphaël Guerreiro in de verlenging de lat van dat van Frankrijk. Invaller Éder maakte in de vijfde minuut van de tweede verlenging het enige doelpunt van de wedstrijd. Nadat João Moutinho hem aanspeelde, trok hij zich los van Laurent Koscielny en schoot hij de bal van ± 25 meter laag in de linkerhoek: 1-0. Daarmee won Portugal voor het eerst een groot toernooi.

### Uitrustingen
| Thuis | Uit | Doelman | Doelman |

### Technische staf
|                 |                        |
| Functie         | Naam                   |
| Bondscoach      | Fernando Santos (foto) |
| Assistent-coach | Ricardo Santos         |
| Assistent-coach | Ilídio Vale            |
| Keeperstrainer  | Ricardo Peres          |
| Keeperstrainer  | Fernando Justino       |
| Fitness coach   | João Aroso             |

### Selectie en statistieken
| Nr. | Naam              | Geboortedatum | GW |   |   |   |   |   |   | Club              | Positie(s) |
| --- | ----------------- | ------------- | -- | - | - | - | - | - | - | ----------------- | ---------- |
| 1   | Rui Patrício      | 15-02-1988    | 7  | 0 | 0 | 0 | 0 | 0 | 0 | Sporting Lissabon | GK         |
| 2   | Bruno Alves       | 27-11-1981    | 1  | 0 | 1 | 0 | 0 | 0 | 0 | Fenerbahçe        | CB         |
| 3   | Pepe              | 26-02-1983    | 6  | 0 | 1 | 0 | 0 | 0 | 0 | Real Madrid       | CB         |
| 4   | José Fonte        | 22-12-1983    | 4  | 0 | 1 | 0 | 0 | 0 | 0 | Southampton       | CB         |
| 5   | Raphaël Guerreiro | 22-12-1993    | 5  | 0 | 1 | 0 | 0 | 0 | 0 | FC Lorient        | LB         |
| 6   | Ricardo Carvalho  | 18-05-1978    | 3  | 0 | 0 | 0 | 0 | 0 | 0 | AS Monaco         | CB         |
| 7   | Cristiano Ronaldo | 05-02-1985    | 7  | 3 | 1 | 0 | 0 | 0 | 1 | Real Madrid       | LW, CF     |
| 8   | João Moutinho     | 08-09-1986    | 6  | 0 | 0 | 0 | 0 | 3 | 2 | AS Monaco         | CM, AM, DM |
| 9   | Éder              | 22-12-1987    | 3  | 1 | 0 | 0 | 0 | 3 | 0 | Lille OSC         | CF         |
| 10  | João Mário        | 19-01-1993    | 7  | 0 | 0 | 0 | 0 | 1 | 3 | Sporting Lissabon | RW, CM     |
| 11  | Vieirinha         | 24-01-1986    | 3  | 0 | 0 | 0 | 0 | 0 | 0 | Wolfsburg         | RW, LW     |
| 12  | Anthony Lopes     | 01-10-1990    | 0  | 0 | 0 | 0 | 0 | 0 | 0 | Olympique Lyon    | GK         |
| 13  | Danilo Pereira    | 09-09-1991    | 5  | 0 | 0 | 0 | 0 | 3 | 0 | FC Porto          | DM, CB     |
| 14  | William Carvalho  | 07-04-1992    | 5  | 0 | 3 | 0 | 0 | 0 | 1 | Sporting Lissabon | DM, CB     |
| 15  | André Gomes       | 30-07-1993    | 5  | 0 | 0 | 0 | 0 | 1 | 4 | Valencia          | CM, AM, LW |
| 16  | Renato Sanches    | 18-08-1997    | 6  | 1 | 0 | 0 | 0 | 3 | 2 | Benfica           | CM, AM, LW |
| 17  | Nani              | 17-11-1986    | 7  | 3 | 0 | 0 | 0 | 0 | 3 | Fenerbahçe        | RW, LW     |
| 18  | Rafa Silva        | 17-05-1993    | 1  | 0 | 0 | 0 | 0 | 1 | 0 | Braga             | AM, LW, RW |
| 19  | Eliseu            | 01-10-1983    | 2  | 0 | 0 | 0 | 0 | 0 | 0 | Benfica           | LB, LW     |
| 20  | Ricardo Quaresma  | 26-09-1983    | 7  | 1 | 1 | 0 | 0 | 6 | 1 | Beşiktaş          | RW, LW, AM |
| 21  | Cédric Soares     | 31-08-1991    | 2  | 0 | 0 | 0 | 0 | 0 | 0 | Southampton       | RB         |
| 22  | Eduardo           | 19-09-1982    | 0  | 0 | 0 | 0 | 0 | 0 | 0 | Dinamo Zagreb     | GK         |
| 23  | Adrien Silva      | 15-03-1989    | 4  | 0 | 1 | 0 | 0 | 0 | 4 | Sporting Lissabon | CM, DM     |

### Wedstrijden
| Nr. | Land       | GW | W | G | V | DV | DT | DS | Ptn |
| --- | ---------- | -- | - | - | - | -- | -- | -- | --- |
| 1   | Hongarije  | 3  | 1 | 2 | 0 | 6  | 4  | +2 | 5   |
| 2   | IJsland    | 3  | 1 | 2 | 0 | 4  | 3  | +1 | 5   |
| 3   | Portugal   | 3  | 0 | 3 | 0 | 4  | 4  | 0  | 3   |
| 4   | Oostenrijk | 3  | 0 | 1 | 2 | 1  | 4  | -3 | 1   |

#### Groepsfase
|                                               |          |       |                  | |
| 14 juni 2016 «onderlinge duels» 21:00 (UTC+2) | Portugal | 1 – 1 | IJsland          | Stade Geoffroy-Guichard, Saint-Étienne Toeschouwers: 38.742 Scheidsrechter: Cüneyt Çakır (Turkije) |
| 14 juni 2016 «onderlinge duels» 21:00 (UTC+2) | Nani 31' |       | 50' B. Bjarnason | Stade Geoffroy-Guichard, Saint-Étienne Toeschouwers: 38.742 Scheidsrechter: Cüneyt Çakır (Turkije) |

| Portugal | IJsland |

| Portugal:       |    |                   |     |
|                 |    |                   |     |
| GK              | 1  | Rui Patrício      |     |
| RB              | 11 | Vieirinha         |     |
| CB              | 3  | Pepe              |     |
| CB              | 6  | Ricardo Carvalho  |     |
| LB              | 5  | Raphaël Guerreiro |     |
| RW              | 10 | João Mário        | 76' |
| CM              | 13 | Danilo Pereira    |     |
| CM              | 8  | João Moutinho     | 71' |
| LW              | 15 | André Gomes       | 84' |
| CF              | 17 | Nani              |     |
| CF              | 7  | Cristiano Ronaldo |     |
| Wisselspelers:  |    |                   |     |
| MF              | 16 | Renato Sanches    | 71' |
| MF              | 20 | Ricardo Quaresma  | 76' |
| FW              | 9  | Éder              | 84' |
| Coach:          |    |                   |     |
| Fernando Santos |    |                   |     |

| IJsland:                           |    |                         |           |
|                                    |    |                         |           |
| GK                                 | 1  | Hannes Þór Halldórsson  |           |
| RB                                 | 2  | Birkir Már Sævarsson    |           |
| CB                                 | 14 | Kári Árnason            |           |
| CB                                 | 6  | Ragnar Sigurðsson       |           |
| LB                                 | 23 | Ari Freyr Skúlason      |           |
| RW                                 | 7  | Jóhann Berg Guðmundsson | 90'       |
| CM                                 | 17 | Aron Gunnarsson         |           |
| CM                                 | 10 | Gylfi Sigurðsson        |           |
| LW                                 | 8  | Birkir Bjarnason        | 55'       |
| CF                                 | 15 | Jón Daði Böðvarsson     |           |
| CF                                 | 9  | Kolbeinn Sigþórsson     | 81'       |
| Wisselspelers:                     |    |                         |           |
| FW                                 | 11 | Alfreð Finnbogason      | 81' 90+4' |
| MF                                 | 18 | Theódór Elmar Bjarnason | 90'       |
| Coach:                             |    |                         |           |
| Lars Lagerbäck Heimir Hallgrímsson |    |                         |           |

Man van de wedstrijd:

 Nani

|                                               |          |       |            |                                                                                       |
| 18 juni 2016 «onderlinge duels» 21:00 (UTC+2) | Portugal | 0 – 0 | Oostenrijk | Parc des Princes, Parijs Toeschouwers: 44.291 Scheidsrechter: Nicola Rizzoli (Italië) |
| 18 juni 2016 «onderlinge duels» 21:00 (UTC+2) |          |       |            | Parc des Princes, Parijs Toeschouwers: 44.291 Scheidsrechter: Nicola Rizzoli (Italië) |

| Portugal | Oostenrijk |

| Portugal:       |    |                   |         |
|                 |    |                   |         |
| GK              | 1  | Rui Patrício      |         |
| RB              | 11 | Vieirinha         |         |
| CB              | 3  | Pepe              | 40'     |
| CB              | 6  | Ricardo Carvalho  |         |
| LB              | 5  | Raphaël Guerreiro |         |
| RW              | 20 | Ricardo Quaresma  | 31' 71' |
| CM              | 14 | William Carvalho  |         |
| CM              | 8  | João Moutinho     |         |
| LW              | 15 | André Gomes       | 83'     |
| CF              | 17 | Nani              | 89'     |
| CF              | 7  | Cristiano Ronaldo |         |
| Wisselspelers:  |    |                   |         |
| MF              | 10 | João Mário        | 71'     |
| FW              | 9  | Éder              | 83'     |
| MF              | 18 | Rafa Silva        | 89'     |
| Coach:          |    |                   |         |
| Fernando Santos |    |                   |         |

| Oostenrijk:    |    |                       |         |
|                |    |                       |         |
| GK             | 1  | Robert Almer          |         |
| RB             | 17 | Florian Klein         |         |
| CB             | 15 | Sebastian Prödl       |         |
| CB             | 4  | Martin Hinteregger    | 78'     |
| LB             | 5  | Christian Fuchs       | 60'     |
| CM             | 14 | Julian Baumgartlinger |         |
| CM             | 6  | Stefan Ilsanker       | 87'     |
| RW             | 11 | Martin Harnik         | 47'     |
| AM             | 8  | David Alaba           | 65'     |
| LW             | 7  | Marko Arnautović      |         |
| CF             | 20 | Marcel Sabitzer       | 85'     |
| Wisselspelers: |    |                       |         |
| MF             | 18 | Alessandro Schöpf     | 65' 86' |
| FW             | 19 | Lukas Hinterseer      | 85'     |
| DF             | 16 | Kevin Wimmer          | 87'     |
| Coach:         |    |                       |         |
| Marcel Koller  |    |                       |         |

Man van de wedstrijd:

 João Moutinho

|                                               |                             |       |                           |                                                                                          |
| 22 juni 2016 «onderlinge duels» 18:00 (UTC+2) | Hongarije                   | 3 – 3 | Portugal                  | Stade des Lumières, Lyon Toeschouwers: 55.514 Scheidsrechter: Martin Atkinson (Engeland) |
| 22 juni 2016 «onderlinge duels» 18:00 (UTC+2) | Gera 19' Dzsudzsák 47', 55' |       | 42' Nani 50', 62' Ronaldo | Stade des Lumières, Lyon Toeschouwers: 55.514 Scheidsrechter: Martin Atkinson (Engeland) |

| Hongarije | Portugal |

| Hongarije:     |    |                   |         |
|                |    |                   |         |
| GK             | 1  | Gábor Király      |         |
| RB             | 2  | Ádám Lang         |         |
| CB             | 23 | Roland Juhász     | 28'     |
| CB             | 20 | Richárd Guzmics   | 13'     |
| LB             | 3  | Mihály Korhut     |         |
| CM             | 6  | Ákos Elek         |         |
| CM             | 10 | Zoltán Gera       | 34' 46' |
| RW             | 14 | Gergő Lovrencsics | 83'     |
| AM             | 16 | Ádám Pintér       |         |
| LW             | 7  | Balázs Dzsudzsák  | 56'     |
| CF             | 9  | Ádám Szalai       | 71'     |
| Wisselspelers: |    |                   |         |
| DF             | 21 | Barnabás Bese     | 46'     |
| FW             | 11 | Krisztián Németh  | 71'     |
| MF             | 18 | Zoltán Stieber    | 83'     |
| Coach:         |    |                   |         |
| Bernd Storck   |    |                   |         |

| Portugal:       |    |                   |     |
|                 |    |                   |     |
| GK              | 1  | Rui Patrício      |     |
| RB              | 11 | Vieirinha         |     |
| CB              | 3  | Pepe              |     |
| CB              | 6  | Ricardo Carvalho  |     |
| LB              | 19 | Eliseu            |     |
| RW              | 10 | João Mário        |     |
| CM              | 14 | William Carvalho  |     |
| CM              | 8  | João Moutinho     | 46' |
| LW              | 15 | André Gomes       | 61' |
| CF              | 17 | Nani              | 81' |
| CF              | 7  | Cristiano Ronaldo |     |
| Wisselspelers:  |    |                   |     |
| MF              | 16 | Renato Sanches    | 46' |
| MF              | 20 | Ricardo Quaresma  | 61' |
| MF              | 13 | Danilo Pereira    | 81' |
| Coach:          |    |                   |     |
| Fernando Santos |    |                   |     |

Man van de wedstrijd:

 Cristiano Ronaldo

#### Achtste finale
|                                               |         |               |          | |
| 25 juni 2016 «onderlinge duels» 21:00 (UTC+2) | Kroatië | 0 – 1 (n.v.)  | Portugal | Stade Bollaert-Delelis, Lens Toeschouwers: 33.523 Scheidsrechter: Carlos Velasco Carballo (Spanje) |
| 25 juni 2016 «onderlinge duels» 21:00 (UTC+2) |         | 117' Quaresma |          | Stade Bollaert-Delelis, Lens Toeschouwers: 33.523 Scheidsrechter: Carlos Velasco Carballo (Spanje) |

| Kroatië | Portugal |

| Kroatië:       |    |                  |        |
|                |    |                  |        |
| GK             | 23 | Danijel Subašić  |        |
| RB             | 11 | Darijo Srna      |        |
| CB             | 5  | Vedran Ćorluka   | 120+1' |
| CB             | 21 | Domagoj Vida     |        |
| LB             | 3  | Ivan Strinić     |        |
| CM             | 10 | Luka Modrić      |        |
| CM             | 19 | Milan Badelj     |        |
| RW             | 14 | Marcelo Brozović |        |
| AM             | 7  | Ivan Rakitić     | 110'   |
| LW             | 4  | Ivan Perišić     |        |
| CF             | 17 | Mario Mandžukić  | 88'    |
| Wisselspelers: |    |                  |        |
| FW             | 16 | Nikola Kalinić   | 88'    |
| MF             | 20 | Marko Pjaca      | 110'   |
| FW             | 9  | Andrej Kramarić  | 120+1' |
| Coach:         |    |                  |        |
| Ante Čačić     |    |                  |        |

| Portugal:       |    |                   |      |
|                 |    |                   |      |
| GK              | 1  | Rui Patrício      |      |
| RB              | 21 | Cédric Soares     |      |
| CB              | 3  | Pepe              |      |
| CB              | 4  | José Fonte        |      |
| LB              | 5  | Raphaël Guerreiro |      |
| RW              | 10 | João Mário        | 87'  |
| CM              | 23 | Adrien Silva      | 108' |
| CM              | 14 | William Carvalho  | 78'  |
| LW              | 15 | André Gomes       | 50'  |
| CF              | 17 | Nani              |      |
| CF              | 7  | Cristiano Ronaldo |      |
| Wisselspelers:  |    |                   |      |
| MF              | 16 | Renato Sanches    | 50'  |
| MF              | 20 | Ricardo Quaresma  | 87'  |
| MF              | 13 | Danilo Pereira    | 108' |
| Coach:          |    |                   |      |
| Fernando Santos |    |                   |      |

Man van de wedstrijd:

 Renato Sanches

#### Kwartfinale
|                                               |                                       |              |                                        |                                                                    |
| 30 juni 2016 «onderlinge duels» 21:00 (UTC+2) | Polen                                 | 1 – 1 (n.v.) | Portugal                               | Stade Vélodrome, Marseille Scheidsrechter: Felix Brych (Duitsland) |
| 30 juni 2016 «onderlinge duels» 21:00 (UTC+2) | Lewandowski 2'                        |              | 33' Sanches                            | Stade Vélodrome, Marseille Scheidsrechter: Felix Brych (Duitsland) |
| 30 juni 2016 «onderlinge duels» 21:00 (UTC+2) | Strafschoppen                         |              |                                        | Stade Vélodrome, Marseille Scheidsrechter: Felix Brych (Duitsland) |
| 30 juni 2016 «onderlinge duels» 21:00 (UTC+2) | Lewandowski Milik Glik Błaszczykowski | 3 – 5        | Ronaldo Sanches Moutinho Nani Quaresma | Stade Vélodrome, Marseille Scheidsrechter: Felix Brych (Duitsland) |

| Polen | Portugal |

| Polen:         |    |                      |         |
|                |    |                      |         |
| GK             | 22 | Łukasz Fabiański     |         |
| RB             | 20 | Łukasz Piszczek      |         |
| CB             | 15 | Kamil Glik           | 66'     |
| CB             | 2  | Michał Pazdan        |         |
| LB             | 3  | Artur Jędrzejczyk    | 42'     |
| RW             | 16 | Jakub Błaszczykowski |         |
| CM             | 10 | Grzegorz Krychowiak  |         |
| CM             | 5  | Krzysztof Mączyński  | 98'     |
| LW             | 11 | Kamil Grosicki       | 82'     |
| AM             | 7  | Arkadiusz Milik      |         |
| CF             | 9  | Robert Lewandowski   |         |
| Wisselspelers: |    |                      |         |
| MF             | 21 | Bartosz Kapustka     | 82' 89' |
| MF             | 6  | Tomasz Jodłowiec     | 98'     |
| Coach:         |    |                      |         |
| Adam Nawałka   |    |                      |         |

| Portugal:       |    |                   |           |
|                 |    |                   |           |
| GK              | 1  | Rui Patrício      |           |
| RB              | 21 | Cédric Soares     |           |
| CB              | 3  | Pepe              |           |
| CB              | 4  | José Fonte        |           |
| LB              | 19 | Eliseu            |           |
| RW              | 16 | Renato Sanches    |           |
| CM              | 14 | William Carvalho  | 90+2' 96' |
| CM              | 23 | Adrien Silva      | 70' 74'   |
| LW              | 10 | João Mário        | 80'       |
| CF              | 17 | Nani              |           |
| CF              | 7  | Cristiano Ronaldo |           |
| Wisselspelers:  |    |                   |           |
| MF              | 8  | João Moutinho     | 74'       |
| MF              | 20 | Ricardo Quaresma  | 80'       |
| MF              | 13 | Danilo Pereira    | 96'       |
| Coach:          |    |                   |           |
| Fernando Santos |    |                   |           |

Man van de wedstrijd:

 Renato Sanches

#### Halve finale
|                                              |                      |       |       |                                                                                       |
| 6 juli 2016 «onderlinge duels» 21:00 (UTC+2) | Portugal             | 2 – 0 | Wales | Stade des Lumières, Lyon Toeschouwers: 55.679 Scheidsrechter: Jonas Eriksson (Zweden) |
| 6 juli 2016 «onderlinge duels» 21:00 (UTC+2) | Ronaldo 50' Nani 53' |       |       | Stade des Lumières, Lyon Toeschouwers: 55.679 Scheidsrechter: Jonas Eriksson (Zweden) |

| Portugal | Wales |

| Portugal:       |    |                   |     |
|                 |    |                   |     |
| GK              | 1  | Rui Patrício      |     |
| RB              | 21 | Cédric Soares     |     |
| CB              | 4  | José Fonte        |     |
| CB              | 2  | Bruno Alves       | 71' |
| LB              | 5  | Raphaël Guerreiro |     |
| RM              | 16 | Renato Sanches    | 74' |
| CM              | 13 | Danilo Pereira    |     |
| CM              | 23 | Adrien Silva      | 79' |
| LM              | 10 | João Mário        |     |
| CF              | 17 | Nani              | 86' |
| CF              | 7  | Cristiano Ronaldo | 72' |
| Wisselspelers:  |    |                   |     |
| MF              | 15 | André Gomes       | 74' |
| MF              | 8  | João Moutinho     | 79' |
| MF              | 20 | Ricardo Quaresma  | 86' |
| Coach:          |    |                   |     |
| Fernando Santos |    |                   |     |

| Wales:         |    |                   |     |
|                |    |                   |     |
| GK             | 1  | Wayne Hennessey   |     |
| CB             | 19 | James Collins     | 66' |
| CB             | 6  | Ashley Williams   |     |
| CB             | 5  | James Chester     | 62' |
| RM             | 2  | Chris Gunter      |     |
| CM             | 7  | Joe Allen         | 8'  |
| CM             | 16 | Joe Ledley        | 58' |
| LM             | 3  | Neil Taylor       |     |
| AM             | 8  | Andy King         |     |
| AM             | 11 | Gareth Bale       | 88' |
| FW             | 9  | Hal Robson-Kanu   | 63' |
| Wisselspelers: |    |                   |     |
| FW             | 18 | Sam Vokes         | 58' |
| FW             | 8  | Simon Church      | 63' |
| MF             | 20 | Jonathan Williams | 66' |
| Coach:         |    |                   |     |
| Chris Coleman  |    |                   |     |

Man van de wedstrijd:

 Cristiano Ronaldo

#### Finale
|                                               |           |              |           |                                                                                               |
| 10 juli 2016 «onderlinge duels» 21:00 (UTC+2) | Portugal  | 1 – 0 (n.v.) | Frankrijk | Stade de France, Saint-Denis Toeschouwers: 75.868 Scheidsrechter: Mark Clattenburg (Engeland) |
| 10 juli 2016 «onderlinge duels» 21:00 (UTC+2) | Éder 109' |              |           | Stade de France, Saint-Denis Toeschouwers: 75.868 Scheidsrechter: Mark Clattenburg (Engeland) |

| Portugal | Frankrijk |

| Portugal:       |    |                   |        |
|                 |    |                   |        |
| GK              | 1  | Rui Patrício      | 120+3' |
| RB              | 21 | Cédric Soares     | 34'    |
| CB              | 3  | Pepe              |        |
| CB              | 4  | José Fonte        | 119'   |
| LB              | 5  | Raphaël Guerreiro | 95'    |
| RM              | 16 | Renato Sanches    | 79'    |
| CM              | 13 | William Carvalho  | 98'    |
| CM              | 23 | Adrien Silva      | 66'    |
| LM              | 10 | João Mário        | 62'    |
| CF              | 17 | Nani              |        |
| CF              | 7  | Cristiano Ronaldo | 25'    |
| Wisselspelers:  |    |                   |        |
| MF              | 20 | Ricardo Quaresma  | 25'    |
| MF              | 8  | João Moutinho     | 66'    |
| FW              | 9  | Éder              | 79'    |
| Coach:          |    |                   |        |
| Fernando Santos |    |                   |        |

| Frankrijk:       |    |                     |      |
|                  |    |                     |      |
| GK               | 1  | Hugo Lloris         |      |
| RB               | 19 | Bacary Sagna        |      |
| CB               | 21 | Laurent Koscielny   | 107' |
| CB               | 22 | Samuel Umtiti       | 80'  |
| LB               | 3  | Patrice Evra        |      |
| CM               | 15 | Paul Pogba          | 115' |
| CM               | 14 | Blaise Matuidi      | 97'  |
| RW               | 18 | Moussa Sissoko      | 80'  |
| AM               | 7  | Antoine Griezmann   |      |
| LW               | 8  | Dimitri Payet       | 80'  |
| CF               | 9  | Olivier Giroud      | 60'  |
| Wisselspelers:   |    |                     |      |
| MF               | 20 | Kingsley Coman      | 58'  |
| FW               | 10 | André-Pierre Gignac | 78'  |
| FW               | 11 | Anthony Martial     | 110' |
| Coach:           |    |                     |      |
| Didier Deschamps |    |                     |      |

Man van de wedstrijd:

 Pepe
FPF · A-internationals · Selecties · Statistieken · Bondscoaches · Portugees vrouwenelftal · Olympisch elftal · Portugal U21 · Portugal U20 · Portugal U19 · Portugal U18 · Portugal U17 · Vrouwen U17
1921 – 1929 · 
1930 – 1939 · 
1940 – 1949 · 
1950 – 1959 · 
1960 – 1969 · 
1970 – 1979 · 
1980 – 1989 · 
1990 – 1999 · 
2000 – 2009 · 
2010 – 2019 · 
2020 – 2029
EK's: 1984 · 
1996 · 
2000 · 
2004 · 
2008 · 
2012 · 
2016 · 
2020 · 
2024
WK's: 1966 · 
1986 · 
2002 · 
2006 · 
2010 · 
2014 · 
2018 · 
2022
OS: 1928 · 
1996 · 
2004 · 
2016
1921 · 
1922 · 
1923 · 
1924 · 
1925 · 
1926 · 
1927 · 
1928 · 
1929 · 
1930 · 
1931 · 
1932 · 
1933 · 
1934 · 
1935 · 
1936 · 
1937 · 
1938 · 
1939 · 
1940 · 
1942 · 
1943 · 1944 · 
1945 · 
1946 · 
1947 · 
1948 · 
1949 ·
1950 · 
1951 · 
1952 · 
1953 · 
1954 · 
1955 · 
1956 · 
1957 · 
1958 · 
1959 ·
1960 · 
1961 · 
1962 ·
1963 ·
1964 · 
1965 · 
1966 · 
1967 · 
1968 · 
1969 ·
1970 · 
1971 · 
1972 · 
1973 · 
1974 · 
1975 · 
1976 · 
1977 · 
1978 · 
1979 ·
1980 · 
1981 · 
1982 · 
1983 · 
1984 · 
1985 · 
1986 · 
1987 · 
1988 · 
1989 · 
1990 · 
1991 ·
1992 · 
1993 · 
1994 · 
1995 · 
1996 · 
1997 · 
1998 · 
1999 · 
2000 · 
2001 · 
2002 · 
2003 · 
2004 · 
2005 · 
2006 · 
2007 · 
2008 · 
2009 · 
2010 · 
2011 · 
2012 · 
2013 ·
2014 ·
2015 ·
2016 ·
2017 ·
2018 ·
2019 ·
2020 ·
2021 ·
2022
Albanië ·
Algerije ·
Andorra ·
Angola ·
Argentinië ·
Armenië ·
Azerbeidzjan ·
België ·
Bolivia ·
Bosnië-Herzegovina ·
Brazilië ·
Bulgarije ·
Canada ·
Chili ·
China ·
Cyprus ·
DDR ·
Denemarken ·
Duitsland ·
Ecuador ·
Egypte ·
Engeland ·
Estland ·
Faeröer ·
Finland ·
Frankrijk ·
Gabon ·
Georgië ·
Ghana ·
Gibraltar ·
Griekenland ·
Hongarije ·
Ierland ·
IJsland ·
Iran ·
Israël ·
Italië ·
Ivoorkust ·
Joegoslavië ·
Kaapverdië ·
Kameroen ·
Kazachstan ·
Koeweit ·
Kroatië ·
Letland ·
Liechtenstein ·
Litouwen ·
Luxemburg ·
Malta ·
Marokko ·
Mexico ·
Moldavië ·
Mozambique ·
Nederland ·
Nieuw-Zeeland ·
Nigeria ·
Noord-Ierland ·
Noord-Korea ·
Noord-Macedonië ·
Noorwegen ·
Oekraïne ·
Oostenrijk ·
Panama ·
Paraguay ·
Polen ·
Qatar ·
Roemenië ·
Rusland ·
Saoedi-Arabië ·
Schotland ·
Servië ·
Slovenië ·
Slowakije ·
Sovjet-Unie ·
Spanje ·
Tsjechië ·
Tsjecho-Slowakije ·
Tunesië ·
Turkije ·
Uruguay ·
Verenigde Staten ·
Wales ·
Zuid-Afrika ·
Zuid-Korea ·
Zweden ·
Zwitserland
Angola (2006) ·
België (2021) ·
Brazilië (2010) · 
Denemarken (2012) ·
Duitsland (2006) ·
Duitsland (2008) ·
Duitsland (2012) ·
Duitsland (2014) ·
Duitsland (2021) ·
Engeland (2000) ·
Engeland (2006) ·
Frankrijk (2006) ·
Frankrijk (2016) ·
Frankrijk (2021)  ·
Ghana (2014) ·
Griekenland (2004, 2) · 
Hongarije (2021) · 
IJsland (2016) · 
Iran (2006) ·
Iran (2018) ·
Marokko (2018) ·
Marokko (2022) ·
Mexico (2006) ·
Nederland (2006) ·
Nederland (2012) ·
Oostenrijk (2016) · 
Spanje (2012) · 
Spanje (2018) ·
Tsjechië (2008) ·
Tsjechië (2012) · 
Turkije (2008) ·
Verenigde Staten (2014) ·
Uruguay (2018) ·
Zuid-Korea (2022) · 
Zwitserland (2008) · 
Zwitserland (2022)